# Anaconda (singolo)
Anaconda è un singolo della rapper trinidadiana Nicki Minaj, pubblicato il 18 agosto 2014 come secondo estratto dal terzo album in studio The Pinkprint.

## Descrizione
Il brano è basato su alcuni campionamenti vocali e strumentali di Baby Got Back, canzone del rapper Sir Mix-a-Lot del 1992.

## Video musicale
Il video musicale girato nel agosto  2014 è stato pubblicato sul canale Vevo di Nicki Minaj il 19 agosto 2014, ed è ambientato in una giungla dove Nicki Minaj e altre ballerine si esibiscono in danze provocanti e twerk. Il video musicale dopo 24 ore riesce a raggiungere 19,6 milioni di visualizzazioni, riuscendo a battere il record detenuto da Wrecking Ball, della cantante Miley Cyrus con 19,3 milioni di visualizzazioni. Il 30 agosto 2014 Vevo ha certificato 100 milioni di visualizzazioni. Ad ottobre 2015, le visualizzazioni superano i 500 milioni. Il 3 aprile 2021 il video ha superato il miliardo di visualizzazioni, rendendo Minaj la prima rapper donna ad ottenere questo risultato con un singolo da solista.
Nel video vi è un cameo del rapper canadese Drake.

## Successo commerciale
La canzone ha debuttato al n. 3 della classifica Digital Songs con 141 000 download digitali nella sua prima settimana. Inoltre, mentre Minaj condivideva il credito principale in Bang Bang, che era la numero 2 nella stessa classifica nella stessa settimana, Minaj è diventato la prima artista ad avere due canzoni simultanee nelle prime tre della classifica da quando Taylor Swift l'ha fatto nella settimana del 22 settembre 2012. Nella Billboard Hot 100, la canzone ha debuttato al numero 19, segnando la cinquantunesima entrata nella Hot 100 della Minaj.
Per la settimana del 6 settembre 2014, Anaconda è salita dalla trentanovesima posizione alla seconda nella Hot 100, diventando il singolo più alto della Minaj nella classifica e segnando il suo undicesimo singolo in top 10. È bloccato dal primo posto da Shake It Off di Taylor Swift, che ha debuttato in cima alla classifica la stessa settimana. Il suo balzo è stato principalmente grazie al rilascio del suo video musicale, che ha raccolto 32,1 milioni di visualizzazioni nella sua prima settimana, saltando quindi dalla quarantaduesima posizione alla prima nella classifica dedicata allo streaming. È la più grande somma di streaming in una settimana da quando Wrecking Ball di Miley Cyrus ha ricevuto 36,4 milioni di stream per la settimana terminata il 28 settembre 2013. Inoltre, l'ascesa 39-2 per Anaconda ha segnato il secondo salto più grande di sempre ai tempi nella top 40. Solo i The Black Eyed Peas avevano fatto un più grande salto nella regione quando Boom Boom Pow è salito 39-1 il 18 aprile 2009.
La canzone è stata nominata la terza migliore dell'anno dalla rivista Spin e la seconda migliore dell'anno da MTV.

## Classifiche

### Classifiche settimanali
| Classifica (2014) | Posizione massima |
| ----------------- | ----------------- |
| Australia         | 8                 |
| Austria           | 36                |
| Belgio (Fiandre)  | 22                |
| Belgio (Vallonia) | 33                |
| Canada            | 3                 |
| Danimarca         | 37                |
| Francia           | 38                |
| Germania          | 48                |
| Irlanda           | 10                |
| Italia            | 61                |
| Nuova Zelanda     | 9                 |
| Paesi Bassi       | 38                |
| Regno Unito       | 3                 |
| Repubblica Ceca   | 47                |
| Spagna            | 38                |
| Stati Uniti       | 2                 |
| Svezia            | 30                |
| Svizzera          | 55                |

### Classifiche di fine anno
| Classifica (2014) | Posizione |
| ----------------- | --------- |
| Australia         | 62        |
| Canada            | 48        |
| Stati Uniti       | 36        |